# Sundby Boldklub
Sundby Boldklub (eller SB) er dansk fodboldklub beliggende på Amager, København, som afvikler træning og hjemmebanekampe på Kløvermarkens Idrætsanlæg. Klubben er tilknyttet Københavns Boldspil-Union (KBU) og derigennem Dansk Boldspil-Union (DBU) og Danmarks Idræts-Forbund (DIF). Herreafdelingens førstehold spiller i 2011-sæsonen i Københavnsserien, mens kvindeafdelingens førstehold spiller i Kvinde 1. division. Klubben angiver deres officielle stiftelsesdato til den 30. juni 1922, men har gennemgået en lang række navneskift samt fusioner i løbet af dens historie.
Sundby Boldklubs nye 400 m² store klubhus ligger i det sydøstlige hjørne af Kløvermarkens Idrætsanlæg, ud mod Raffinaderivej 1-3, og blev indviet i januar 2000. Sundby Boldklubs klubhus og dets nærliggende fodboldanlæg, bestående af 1 grusbane og 3 nyrenoverede græsbaner på Kløvermarken, er en erstatning for en tvangsflytning fra det forhenværende hjem på det nu nedlagte Amagerbro Idrætsanlæg, der skulle give plads til IT-Universitetet og DR Byen på Amager Fælledvej. Sammen med etableringen af en kunstgræsbane, som kan benyttes af samtlige klubber på Kløvermarken, blev de samlede anlægsomkostninger på 10,6 mio. kr finansieret af Københavns Kommune. En tilbygning (af arkitekten Peter Voergaard) af mellembygning som opholdsrum blev taget i brug i februar 2003.

## Aktuel trup
Oversigten er opdateret til og med 13. august 2022
| Nr. | Land    | Position | Spiller                |
| --- | ------- | -------- | ---------------------- |
| 1   | Danmark | MM       | Laura Worsøe           |
| 2   | Danmark | AN       | Feline Tokman          |
| 3   | Danmark | FO       | Amalie Littau          |
| 4   | Danmark | MI       | Nana Rosa Herskind     |
| 6   | Danmark | MI       | Cecilie Lindqvist      |
| 7   | Danmark | MI       | Mille Schjerbech Bech  |
| 10  | Danmark | MI       | Kristina Andersen      |
| 11  | Sverige | AN       | Linnéa Borbye          |
| 12  | Danmark | FO       | Pernille Mellergaard   |
| 14  | Danmark | FO       | Silke Bonnén           |
| 18  | Danmark | FO       | Sofie Tranholm Nielsen |
| 19  | Finland | FO       | Freja Lähteenmäki      |

| Nr. | Land    | Position | Spiller                  |
| --- | ------- | -------- | ------------------------ |
| 20  | Danmark | AN       | Anna Christine Walter    |
| 21  | Danmark | MI       | Malin Bernt Schöps       |
| 22  | Danmark | AN       | Sissel Bøje              |
| 23  | Danmark | MI       | Josefine Funch           |
| 24  | Danmark | FO       | Caroline Amalie Jacobsen |
| 27  | Danmark | MM       | Josephine Madsen         |
|     | Danmark | MI       | Emilie Normann Langhorn  |
|     | Danmark | FO       | Isabell Nederby          |
|     | Danmark | MI       | Pernille Helmark         |
|     | Danmark | AN       | Maria Hovmark            |
|     | Danmark | FO       | Michella Østergaard      |
|     | Danmark | AN       | Laura Juul Hansen        |

## Ekstern henvisning
Sundby Boldklubs officielle hjemmeside